# ژاکلین ویلسون
ژاکلین ویلسون (انگلیسی: Jacqueline Wilson؛ زادهٔ ۱۷ دسامبر ۱۹۴۵) نویسنده بریتانیایی داستان‌های کودک و نوجوان است.
وی در سال ۲۰۱۴ نامزد جایزه هانس کریستیان آندرسن شده بود.